# 海上焰火
《海上焰火》（義大利語：Fuocoammare）是一部2016年由義大利導演詹弗蘭科·羅西執導的紀錄片，內容講述義大利島嶼兰佩杜萨岛上的真实難民故事，於第66屆柏林影展獲得最高榮譽金熊獎。以及第29届欧洲电影奖最佳纪录片。获得第89届奥斯卡金像奖最佳纪录长片提名。

## 外部連結
- 開眼電影網上《海上焰火》的資料（繁體中文）
- 豆瓣电影上《海上火焰》的資料 （简体中文）
- 时光网上《海上火焰》的資料（简体中文）
- 互联网电影数据库（IMDb）上《海上焰火》的资料（英文）